# Бакнер (Кентаки)
Бакнер (енгл. Buckner) насељено је место без административног статуса у америчкој савезној држави Кентаки.

## Демографија
По попису из 2010. године број становника је 5.837, што је 1.837 (45,9%) становника више него 2000. године.
| Група             | 2000.         | 2010.         |
| Белци             | 3.216 (80,4%) | 4.748 (81,3%) |
| Афроамериканци    | 730 (18,3%)   | 801 (13,7%)   |
| Азијати           | 10 (0,3%)     | 34 (0,6%)     |
| Хиспаноамериканци | 29 (0,7%)     | 155 (2,7%)    |
| Укупно            | 4.000         | 5.837         |